# 帕米尔河

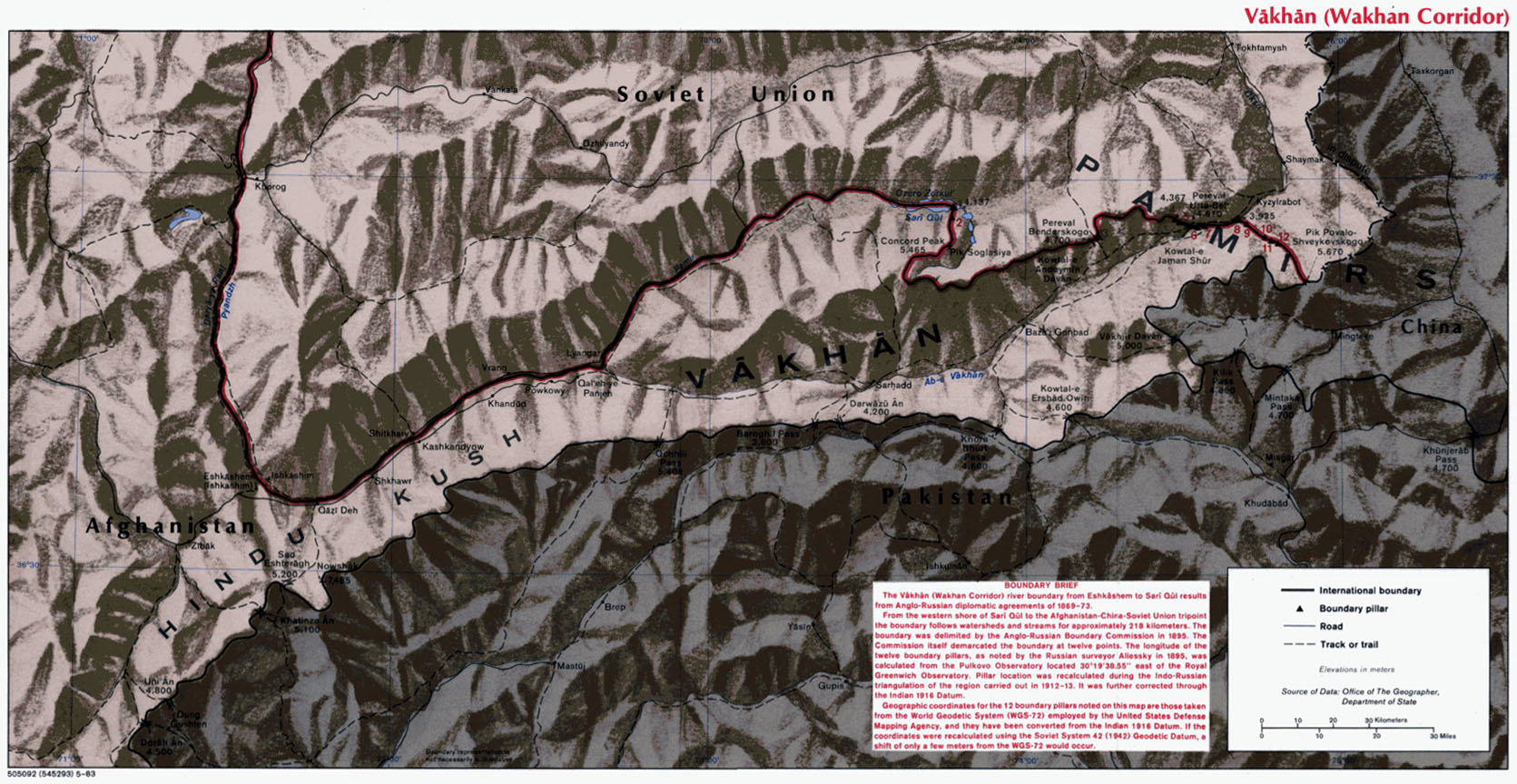
瓦罕走廊的地图，包含帕米尔河

帕米尔河是一条流经塔吉克斯坦和阿富汗的河流，为喷赤河的支流，组成了阿富汗瓦罕县北部边界的一部分。
帕米尔河发源于塔吉克斯坦东南部山地巴达赫尚自治州的帕米尔高原中，始于海拔4130m的佐库里湖，随后向西，再向西南，在南边的瓦罕山脉与北边的南阿尔楚尔山脉（英语：Alichur mountain range）之间流淌。临近海拔2799m的Langar, Badakhshan镇时，与瓦罕河汇流，形成喷赤河。帕米尔河的主体部分组成了塔吉克斯坦与阿富汗边界的一小段。 Langar西北有海拔6,726米（22,067英尺） 的卡尔·马克思峰和6,507米（21,348英尺）的弗里德里希·恩格斯峰。塔吉克斯坦一侧有道路沿河通向Kharagush，再与帕米爾公路会合。另有一条低质量道路继续向东越过佐库里湖，终至中国边境附近。
约翰·伍德 (探险家)是第一个尝试寻找帕米尔河源头的欧洲人。他在1839年进行了一次探险，最终到达佐库里湖。